# 主の降誕 (メシアン)
『主の降誕』（しゅのこうたん、フランス語: La Nativité du Seigneur — Neuf méditations pour orgue）は、オリヴィエ・メシアンが1935年に作曲したオルガン作品。「オルガンのための9つの瞑想」という副題を持つ。9曲から構成され、演奏時間は約1時間。
メシアン本人によると、本曲は自分のオルガン曲のなかで最良のもので、おそらく最も頻繁に演奏されてきた作品という。

## 概要
『主の降誕』はメシアンが出版した5番目（『キリストの昇天』のオルガン編曲を含む）のオルガン曲だが、初期の曲は保守的であり、本曲ではじめて書法の革新を行った（インドのリズム、移調の限られた旋法、特殊な音色の使用）。メシアンは『世の終わりのための四重奏曲』とならび、リズム的に重要な最初の作品とする。
1935年の夏に作曲され、個々の楽章はメシアンによって同年秋にトリニテ教会で演奏されたらしい。全曲演奏は翌1936年2月27日、同教会で行われたオルガン協会の特別演奏会で、3人の演奏者によって3曲ずつ分担して初演された（第1-3曲がダニエル＝ルシュール、第4-6曲がジャン・ラングレー、第7-9曲がジャン＝ジャック・グリュネンヴァルド）。
1936年に楽譜が出版されたが、その序文には1944年に出版される『我が音楽語法』の考えが萌芽状態で提示されている。

## 構成
以下の9曲から構成される。福音書におけるキリストの降誕の話の登場人物である羊飼い、天使、東方の三博士を扱った曲もあるが、キリスト教の神学的・抽象的内容を持つ曲が多い。
1. 聖母と幼子 La Vierge et l'Enfant - 移調の限られた旋法第2番によるゆっくりした主題による曲。この主題は「聖母と幼子の主題」と呼ばれて『アーメンの幻影』や『幼子イエスに注ぐ20の眼差し』でも使用されている。中間部では右手がクリスマスの入祭唱「Puer natus est nobis（幼子われらに生まれ）」にもとづく喜びの旋律を、左手が和音の連続を演奏し、ペダルは鐘のように4つの音をくり返す[5]。
2. 羊飼いたち Les Bergers - 羊飼いが幼子を拝む前半（8分音符の神秘的な和音が並べられる遅い部分）と、羊飼いたちが神を賛美する少し早い後半の2つの部分から構成される。
3. 永遠の摂理 Desseins éternels - 楽譜にエフェソの信徒への手紙1章4-5節「神はわたしたちを愛して（中略）イエス・キリストによって神の子にしようと、御心のままに前もってお定めになったのです。」を引く。非常に遅い速度の曲。
4. 言葉 Le Verbe - 輝かしい和音とともにペダルにフォルテッシモで出現する下降音型の主題は、神が人間の姿を取って地上に降りる様子を象徴する[5]。後半には対照的に柔和でゆっくりした旋律が出現する。この旋律は完全にメシアン流に変形されているが、復活祭の続唱「Victimae Paschali（過ぎ越しの犠牲）」に由来する[6]。
5. 神の子たち Les Enfants de Dieu - ヨハネによる福音書1章12節「しかし、言（ことば）は、自分を受け入れた人々には神の子となる資格を与えた」およびガラテヤの信徒への手紙4章6節「神が、「アッバ、父よ」と叫ぶ御子の霊を、わたしたちの心に送ってくださった」を引用する。速い華やかな音楽がmfからfffまでクレッシェンドするが、その後は急に穏かな曲調に転じ、ppで曲を閉じる。
6. 天使たち Les Anges - ルカによる福音書2章13-14節「天の大軍が神を賛美して言った。「いと高きところには栄光、神にあれ」」を引く。ペダルを使わない高音の二声のみで演奏される高速な曲。
7. イエスは苦難を受け給う Jésus accepte la souffrance - 曲調が大きく変わり、イエスの受難の苦しみが表されるが、最後には荘厳で輝かしい和音に到達する。
8. 東方の三博士 Les Mages - マタイによる福音書2章9節を引用する。和音の連続によってキャラバンの足どりが表され、一方ペダルには通常と異なり低音ではなく博士たちを導く星の表す旋律が与えられるが、この旋律は「Veni Creator Spiritus（来たり給え、創造主なる聖霊よ)」を想起させる[5]。
9. 私たちの間にある神 Dieu parmi nous - 作品全体を総括する複雑な曲で、3つの主題から構成される。まず第4曲の降下する主題が再現し、ついで対照的な優しい旋律（愛の主題）が出現し、高速な喜びの主題がそれに続く。以上の主題が展開していくが、降下する主題が逆に上昇していった後、ホ長調の高速な部分にはいり、ffffで六の和音を伸ばして終わる。

## 使用
イギリスのキングス・カレッジ・チャペルで毎年行われる9つの聖書日課とクリスマスキャロルでは、通常最後を飾るヴォランタリーとして『主の降誕』の最終曲が演奏される。